# Gereformeerde kerk (Zaamslag)

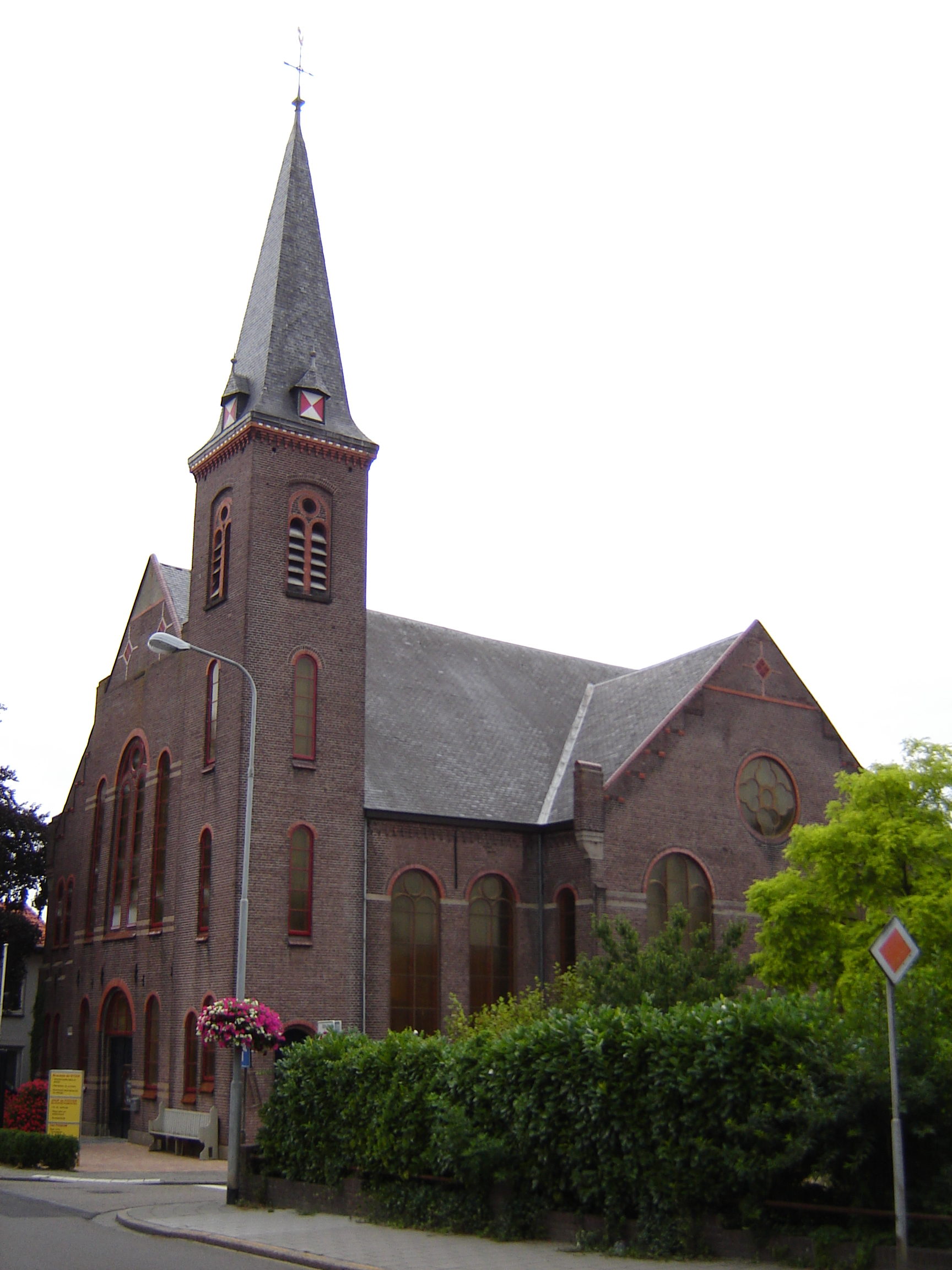
Gereformeerde kerk

De Gereformeerde kerk is een voormalig kerkgebouw van de Gereformeerden in het tot de Zeeuwse gemeente Terneuzen behorende dorp Zaamslag, gelegen aan de Terneuzensestraat 2.

## Geschiedenis
Reeds omstreeks 1840 ontstond in Zaamslag een van de Hervormden afgescheiden gemeente, behorende tot de Christelijke Gereformeerde Kerken, die aanvankelijk in boerenschuren bijeenkwam en in 1854 een eigen kerkgebouw stichtte op de hoek Kiezelstraat/Rozemarijnstraat. Deze kerk was weldra te klein, waarop in 1884 een zaalkerk werd gebouwd aan Axelsestraat 9.
In 1886 ontstond de Nederduitse Gereformeerde Kerk, en ook deze had aanhangers in Zaamslag. Zij kerkten in een gebouw aan Terneuzensestraat 35. In 1892 werden beide kerkgenootschappen verenigd en ontstonden de Gereformeerde Kerken in Nederland. In Zaamslag verenigden de beide kerkgenootschappen zich in 1910 tot de Gereformeerde Kerken in Nederland. Beide kerkgebouwen waren elk te klein, en in 1911 werd een nieuwe kerk gebouwd aan de Terneuzensestraat 2, de huidige kerk. Architecten waren A. Riemens en P.A. Galen.
In 1912 ontstond te Zaamslag ook een gemeente van de Christelijke Gereformeerde Kerk. De leden hiervan waren Christelijk Gereformeerden die het met de fusie oneens waren. Zij kochten het nu leegstaande kerkgebouw aan de Axelsestraat en stichtten daar hun eigen kerk, zie Christelijke Gereformeerde kerk (Zaamslag).
In 2004 fuseerden de Gereformeerde en Hervormde gemeenten van Zaamslag tot PKN en sinds 2006 kerkten beide gemeenten in de Hervormde kerk. Het Gereformeerd kerkgebouw werd afgestoten en verbouwd tot concertzaal annex winkelruimte.
Het orgel is van 1921 en werd gebouwd door de firma Standaart.
Het kerkgebouw is geklasseerd als gemeentelijk monument. Het betreft een bakstenen kruiskerk met naastgebouwde toren.